# Alan Pritchard (vědec)
Alan Pritchard (1941 Southsea, Hampshire – 5. září 2015) byl britský badatel v oblasti knihovnictví. Zavedl pojem bibliometrie, a nahradil tak dříve používaný termín statistická bibliografie. Pritchard patřil mezi významné osobnosti informační vědy a knihovnictví.

## Životní milníky
Alan Pritchard se narodil v roce 1941 v Southsea v hrabství Hampshire v Anglii jako jediné dítě námořního inženýra Franka Pritcharda a Gladys Pritchardové. V letech 1953–1960 chodil do školy v Abingdonu v oxfordském hrabství, poté studoval chemii na univerzitě v Hullu. Po diskuzi s tamějším knihovníkem Phillipem Larkinem se rozhodl pro studium knihovnictví na North-Western Polytechnic School of Librarianship v Londýně.
Svoji pozdější ženu Lesley potkal Pritchard v 21 letech, jejich manželství trvalo více než 52 let. Alan Pritchard zemřel 5. září 2015 ve věku 74 let na rakovinu prostaty.

### Profesní dráha
V roce 1969 Alan Pritchard nastoupil jako zástupce knihovníka v Národním výpočetním centru v Manchesteru. Zde realizoval některé projekty, například tezaurus počítačových termínů a bibliografie počítačových periodik. V letech 1972–1988 působil na City of London Polytechnic jako zástupce knihovníka. V roce 1984 získal Pritchard titul M.Phil za práci zabývající se strukturou sítí pro přenos informací. V roce 1988 opustil City of London Polytechnic a založil firmu ALLM GeoData. Rozpoznal důležitost role geografických dat v počítačových aplikacích a jeho firma byla úspěšná. V roce 2008 odešel do penze a věnoval se přepracování své bibliografie s názvem Alchymie z roku 1980.

### Publikační činnost
V roce 1969 Pritchard publikoval v Journal of Documentation článek s názvem Statistická bibliografie nebo bibliometrie, kde použil termín bibliometrie a definoval ho jako „aplikaci matematických a statistických metod na knihy a jiná média komunikace“. V závěru článku uvedl: „Je třeba doufat, že tento termín bibliometrie bude výslovně použit ve všech studiích, které se snaží kvantifikovat procesy písemné komunikace, a rychle bude přijat v informační vědě.“
Téhož roku také napsal knihu Průvodce počítačovou literaturou – v originálním znění A Guide to Computer Literature, druhé vydání vyšlo o tři roky později.
Z roku 1980 pochází původní vydání Pritchardovy bibliografie Alchymie – v originálním znění Alchemy a Bibliography of English-Language Writings. Bibliografie se skládá ze čtyř dílčích oblasti: základní díla o alchymii, úzce související témata (např. hermetika, gnosticismus), témata v pozadí (např. okultismus, rozvoj vědy, historie) a alchymistické vlivy a interpretace (např. studie o kulturních vlivech alchymie v řadě oblastí jako politika, věda, medicína, umění atd.).
Jednou z hlavních inovací nového vydání Alchymie je, že Pritchard do bibliografie zařadil odkazy na online zdroje na stránce „Dostupné online“. Další významnou novinkou je to, že bibliografie pokrývá „všechny typy materiálů – například knihy, časopisy, studie, novinové články, diplomové práce, webové stránky, filmy, videa atd.“